# Stephanopis altifrons
Espèce
Synonymes
- Stephanopis depressa Bradley, 1871
- Stephanopis elongata Bradley, 1871
- Stephanopis monticola Bradley, 1871
- Stephanopis scabra L. Koch, 1874
- Stephanopis aspera Rainbow, 1893

Stephanopis altifrons est une espèce d'araignées aranéomorphes de la famille des Thomisidae.

## Distribution
Cette espèce est endémique d'Australie. Elle se rencontre au Queensland, en Nouvelle-Galles du Sud et en Tasmanie.

## Description
Le mâle décrit par  en mesure 6,42 mm et la femelle 9,95 mm.

## Publication originale
- O. Pickard-Cambridge, 1869 : Descriptions and sketches of some new species of Araneida, with characters of a new genus. Annals and Magazine of Natural History, sér. 4, vol. 3, p. 52-74 (texte intégral).